# Adam Staszczyk

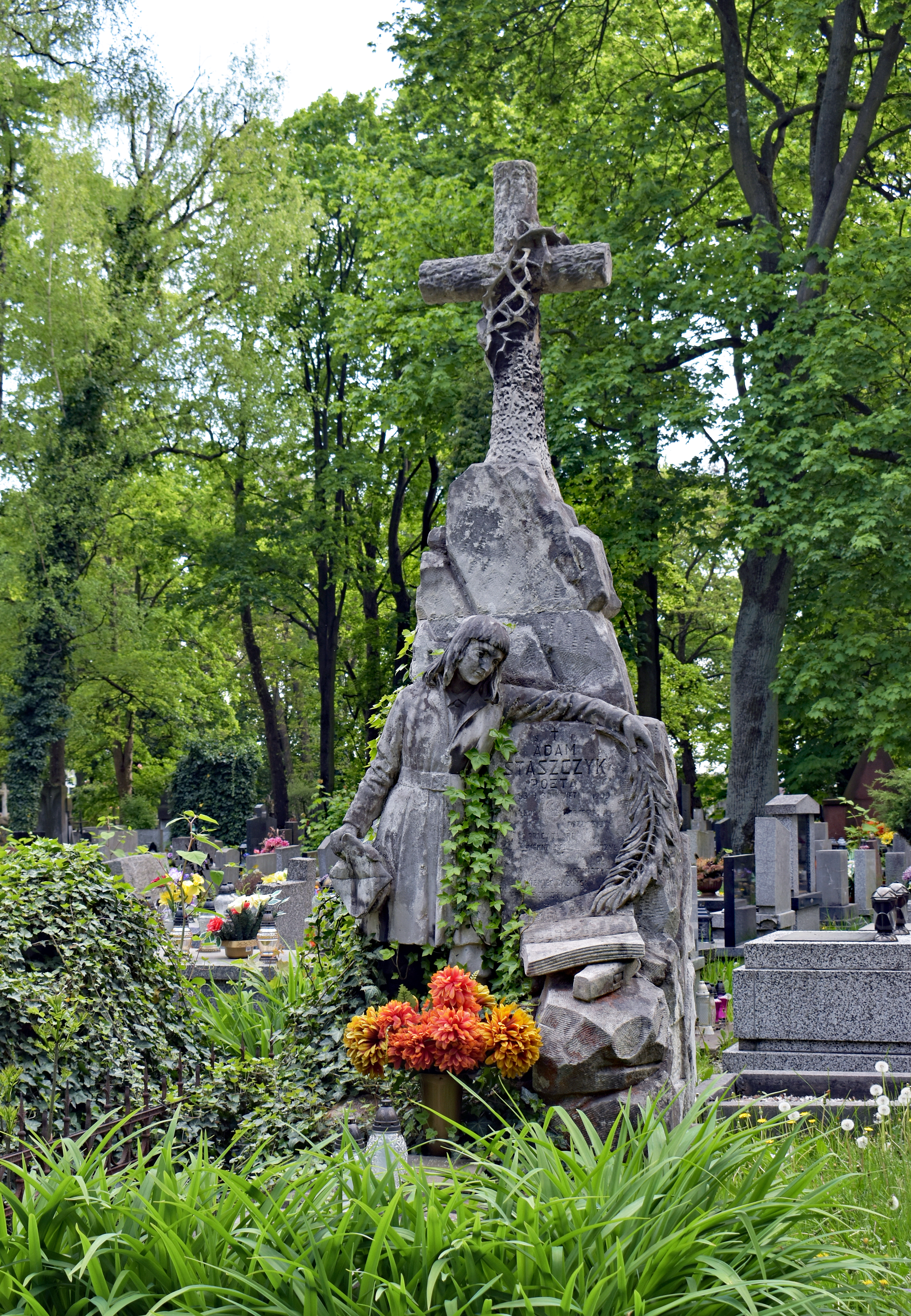
"Krakowskie pacholę" – rzeźba Michała Korpala na grobie Adama Staszczyka

Adam Staszczyk (ur. 24 października 1850 w Krakowie, zm. 30 kwietnia 1909 tamże) – ślusarz, cechmistrz ślusarski, poeta i literat.

## Życiorys
Pochodził z rodziny rzemieślniczej, był synem Tomasza i Marii z domu Szpaczek. Data urodzenia 1853 podana w nekrologach i na rodzinnym grobowcu jest błędna, na podstawie księgi metrykalnej Kościoła Mariackiego (t. XIV str. 187) ustalono właściwą datę urodzenia oraz chrztu, który odbył się 29 października 1850. W wieku 20 lat Staszczyk został wyzwolony na czeladnika ślusarskiego przez mistrza Szymona Śliwińskiego teścia Michała Bałuckiego. Dalszą naukę odbywał samodzielnie podczas służby wojskowej w austriackim pułku artylerii górskiej w Tyrolu, następnie we Włoszech, Niemczech i Francji. W Warszawie pracował jako wykładowca szkoły kolejowej ucząc ślusarstwa i rysunku zawodowego. W tym czasie został również współpracownikiem wydawanej w Warszawie  "Gazety Rzemieślniczej" Po powrocie do Krakowa  w 1892 został wybrany podstarszym cechu ślusarzy, w 1895 zastępcą cechmistrza a 30 stycznia 1898 cechmistrzem. W kalendarzu Józefa Czecha z 1908 została zamieszczona jedyna reklama zakładu Adama Staszczyka jej treść pozwala zorientować się w działalności zawodowej Staszczyka. "Adam Staszczyk dostawca dla CK inżynierii wojskowej i CK klinik UJ odznaczony na wystawach srebrnymi i złotymi oraz rządowym medalami w Krakowie przy ul. Krowoderskiej 50 wyrabia wszelkie okucia budowlane zwyczajne i artystyczne w różnych stylach jak drzwi, balkony, okna żelazne do kościołów, dachy, schody żelazne, krzyże oraz sprzęty żelazne dla potrzeb szpitalnych i klinicznych, urządzenia sal operacyjnych, łóżka, szafy na instrumenty chirurgiczne, stoły operacyjne, umywalnie, irygatory, siatki i materace druciane po przystępnych cenach". Do dziś zachowały się drzwi żelazne z ażurową kratą do krypty kościoła OO Pijarów, ogrodzenie figury Matki Boskiej na Nowym Kleparzu, brama wejściowa oraz schody w kamienicy przy ulicy Kanoniczej 22, konstrukcja ornamentacyjna zdobiona elementami neogotyckimi chóru kościoła SS Norbertanek na Zwierzyńcu.
Z opisu akt dawnych miasta Krakowa odtworzył na rysunku z 1903 baszty rusznikarzy i nożowników znajdujące się niegdyś u wylotu ulicy św. Anny oraz na innym przypuszczalny wygląd Bramy Wiślnej.
Twórczość literacką rozpoczął obrazem ludowym ze śpiewami i tańcami pt. "Noc Świętojańska" nagrodzonym na konkursie literackim w Krakowie w 1879 i entuzjastycznie przyjętej przez publiczność. Do ludowej tradycji nawiązał w kolejnej sztuce "Błędne ogniki", której premiera odbyła się 26 grudnia 1879., kolejna była "Wiara, nadzieja i miłość" z muzyką Zygmunta Noskowskiego wystawiona w 1882. Tematykę ludowa podejmują również "Nasia Bracia", "Górnicy Salin", "Pan Cechmistrz" oraz "Dziedzictwo Orłów". Tematyce historyczno- patriotycznej poświęcił dramaty: "Kościuszko w Petersburgu" wystawiony w 1894, "Dziesiąty Pawilon" z 1897 o powstaniu styczniowym 1863, "Filaretów" z 1896, "Noc w Belwederze" z 1898 i "Bartosza Głowackiego" z 1905. Okolicznościowe wiersze np. "Mój Kraków", "Za krajem" zebrał w tomiku "Poezje" opublikowanym w 1902. Sztuki Adam Staszczyka wystawiały teatry zawodowe w Krakowie, Warszawie, Poznaniu i Lwowie jak również zespoły amatorskie zwłaszcza śląskie i polonijne.
Adam Staszczyka pochowano na cmentarzu Rakowickim na jego mogile stanęła rzeźba "Krakowskie pacholę" autorstwa Michała Korpala.